# Meda de Mouros
Meda de Mouros is een plaats (freguesia) in de Portugese gemeente Tábua en telt 222 inwoners (2001).